# 윌손 콘트레라스
윌손 에두아르도 콘트레라스(스페인어: Willson Eduardo Contreras, 1992년 5월 13일 ~ )는 베네수엘라의 야구 선수로, 메이저 리그에 소속되어 있는 세인트루이스 카디널스의 포수이다.